# 琉球鳖甲蜗牛
琉球鳖甲蜗牛（学名：Ovachlamys fulgens）， 又名豔鱉甲蝸牛、蘭嶼鱉甲蝸牛，是一种會呼吸空氣的蝸牛，屬於柄眼目鳖甲蜗牛科的一個陸生肺螺類腹足纲软体动物物種。本物種在英國貝類學家Gerard Pierre Laurent Kalshoven Gude於1900年發現及描述之時原作Macrochlamys fulgens，之後被重新分類。

## 形態描述
螺殼呈球形，殼口寬，臍孔被部分遮蓋:19。

## 分佈及棲息地
本物種的模式產地位於琉球群岛，而當地亦為本物種的起源地，模式標本儲存於美国佛羅里達州的州立自然歷史博物館。本物種主要分布于台湾，但目前已經成為入侵物種為禍全球，尤其是熱帶地區，當中尤以哥斯達尼加為甚。估計牠們是隨同蘭科植物的貿易而散播至全球。
常栖息在灌丛下层较潮湿的地方，如落叶层或低矮植物的叶面。在實驗室環境內，這些蝸牛的壽命約為九個月。

## 外部連結
- 維基物種上的相關：琉球鳖甲蜗牛
- Ovachlamys fulgens （页面存档备份，存于） on the UF / IFAS（英语：Institute of Food and Agricultural Sciences） Featured Creatures Web site